# Rumajlá

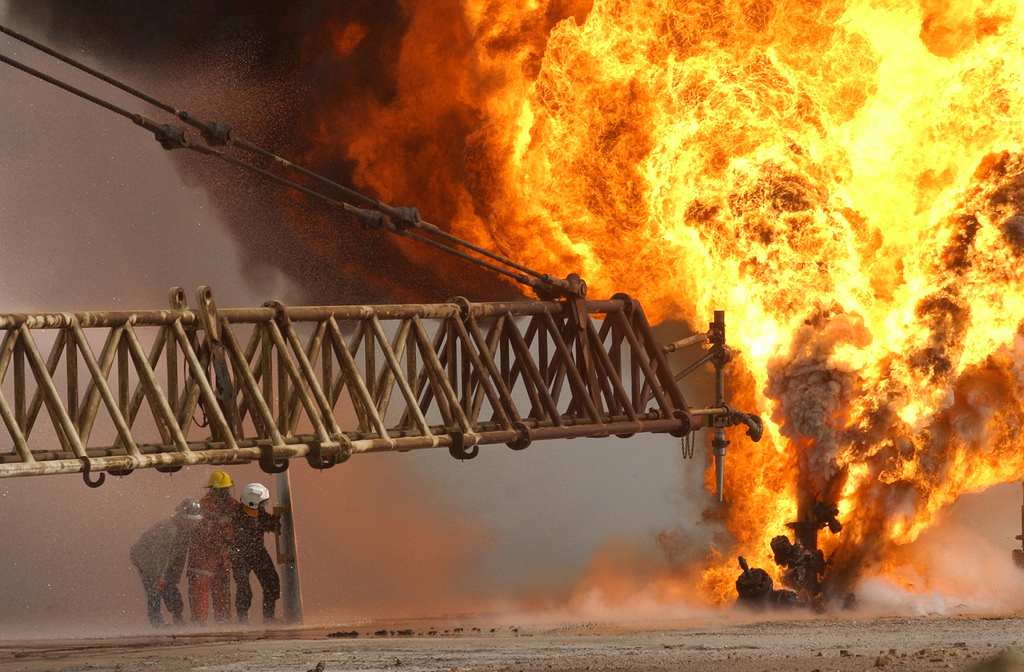
Požár na poli Rumajlá 27. dubna 2003

Rumajlá je ropné pole situované v jižní části Iráku (přibližně 30 km jižně od Basry), jeho část zasahuje do Kuvajtu. Pole bylo objeveno brazilskou společností Braspetro v 70. letech, Saddám Husajn později těžbu nad tímto polem znárodnil. Rumaila je považována za největší ropné pole, jaké kdy bylo v Iráku objeveno a je považováno za třetí největší ropné pole na světě.

## Historie

### Válka v Zálivu
Na začátku 90. let se mezi oběma zeměmi, do kterých pole zasahuje, rozhořely spory ohledně těžení ropy metodou šikmých vrtů, které údajně pod úrovní země překračovaly státní hranice. Byl to jeden z důvodů irácké invaze do Kuvajtu v roce 1990. Během irácké invaze v roce 2003 irácká armáda přes něj položila 18 km dlouhé obranné minové pole, které obsahovalo odhadem 100 000 min. Během války v Zálivu ustupující irácké jednotky několik vrtů tohoto pole zapálily jako obranný manévr.
Ve skutečnosti před iráckou okupací Kuvajtu v roce 1990 Kuvajt navrtal pouze 8 vertikálních vrtů ve své části pole Rumaila a výroba byla omezena kvůli různým technickým problémům. Záležitost pro Kuvajt byla spíše teritoriální než ropa. Kuvajt nikdy nevrtal odchylné vrty, které překračovaly irácké hranice. 

### Po válce
Po osvobození Kuvajtu v roce 1991 se výbor OSN pro demarkaci hranic vrátil k historickým údajům a posunul kuvajtskou hranici na sever, což znamenalo, že Irák vyráběl z kuvajtského území.
V červnu 2009 získaly kontrakt na těžbu na tomto poli ropné korporace CNPC a British Petroleum (BP).

### Zdraví a ekologie
Plyn, tedy vedlejší produkt při těžbě ropy, je zde spalován otevřeně, což produkuje znečišťující látky spojené s rakovinou. Irácký zákon zakazuje spalování plynu méně než 10 km od domovů lidí, ale BBC zjistila v roce 2022 plyn, který byl spalován až 350 metrů od domovů lidí. Uniklá zpráva z ministerstva zdravotnictví (Irák) obviňuje znečištění ovzduší z 20% nárůstu rakoviny v Basře mezi lety 2015 a 2018. Irácké ministerstvo zdravotnictví zakázalo svým zaměstnancům mluvit o poškození zdraví.[zdroj?]